# Langenargen
Langenargen es un municipio alemán de unos 7.600 habitantes perteneciente al distrito del lago de Constanza en el estado federado de Baden-Wurtemberg.

## Puntos de interés
- Castillo de Montfort[3]